# Asienmeisterschaften im Fechten
Die Asienmeisterschaften im Fechten sind ein jährlich ausgetragenes Sportereignis, bei dem die Asienmeister in den drei Disziplinen des Fechtsports Florett, Degen und Säbel ausgetragen werden. Es werden jeweils Einzel- und Mannschaftswettbewerbe nach Geschlechtern getrennt ausgetragen, sodass es insgesamt zwölf einzelne Wettbewerbe gibt.
Die Asienmeisterschaften werden seit 1987 zunächst alle zwei Jahre, seit 2003 jährlich ausgetragen. Ausrichter ist die Fencing Confederation of Asia. Seit 1992 werden Asienmeisterschaften in den Altersklassen der Kadetten und Junioren ausgetragen, seit 2012 auch für die Altersklasse U23.

## Veranstaltungen
- 1973: Teheran ( Iran)
- 1974–1988 keine Austragung
- 1989: Peking ( Volksrepublik China)
- 1991: Kuala Lumpur ( Malaysia)
- 1993: Tokio ( Japan)
- 1995: Seoul ( Südkorea)
- 1997: Teheran ( Iran, Herren), Nanjing ( Volksrepublik China, Damen)
- 1999: Nanjing ( Volksrepublik China)
- 2001: Bangkok ( Thailand)
- 2003: Chiang Mai ( Thailand)
- 2004: Manila ( Philippinen)
- 2005: Kota Kinabalu ( Malaysia)
- 2007: Nantong ( Volksrepublik China)
- 2008: Bangkok ( Thailand)
- 2009: Doha ( Katar)
- 2010: Seoul ( Südkorea)
- 2011: Seoul ( Südkorea)
- 2012: Wakayama ( Japan)
- 2013: Shanghai ( Volksrepublik China)
- 2014: Suwon ( Südkorea)
- 2015: Singapur ( Singapur)
- 2016: Wuxi ( Volksrepublik China)
- 2017: Hongkong ( Volksrepublik China)
- 2018: Bangkok ( Thailand)
- 2019: Tokio ( Japan)
- 2022: Seoul ( Südkorea)
- 2023: Wuxi ( Volksrepublik China)
- 2024: Kuwait ( Kuwait)
- 2025: Bali ( Indonesien)